# Kudlanka nábožná
Kudlanka nábožná (Mantis religiosa) je jediný český zástupce řádu kudlanek (Mantodea).

## Výskyt
Kudlanka nábožná se vyskytuje v palearktické oblasti, hojná je např. v jižní Evropě. V suchých stepních lokalitách jsou hojné.
Dříve nebyly v Česku kudlanky příliš rozšířené – vyskytovaly se hojně pouze v nejteplejších oblastech jižní Moravy (NP Podyjí), ale v důsledku oteplování podnebí se rozšiřují směrem na sever a severozápad, a to až do oblasti Polabí. Pozorovány byly v říjnu 2011 v lokalitě Na Plachtě u Hradce Králové. V roce 2019 objevili pracovníci Správy Krkonošského národního parku samičku kudlanky nábožné v nadmořské výšce 680 metrů na louce nad osadou Bolkov u Rudníka v okrese Trutnov. Mapování výskytu kudlanky nábožné v ČR probíhá na serveru BioLib.

## Stavba těla
Kudlanka nábožná je zbarvena světle zeleně až tmavě zeleně, na podzim hnědě. Díky tomuto zbarvení ji v přírodě může predátor i entomolog snadno přehlédnout. Pronotum (první hrudní článek) je výrazně prodloužen, hlava je trojúhelníková s velkýma očima (typické pro predátory).
Na první pohled zaujme přední pár končetin, který je uzpůsoben k uchvacování kořisti – loupeživé končetiny. Fungují jako střenka zavíracího nože, kořist je bleskovým sklapnutím přivřena mezi ozubenou holeň (tibia) a chodidlo (tarsus). Na stehně (femur) se nacházejí černé aposematické skvrny sloužící k zastrašení predátorů (připomínají oči). Přední pár křídel je kožovitý (jako u švábů), zadní je krytý pod nimi a je blanitý. U kudlanek létají hlavně samci – jsou menší – a i ti jen neradi. Samička dokáže přeletět jen pár metrů, oproti ní sameček až pár desítek metrů, což je dáno především velikostí a hmotností samičky.

## Způsob života
Kudlanky jsou dravci, kteří dobře využívají maskování. Většinou jsou velmi dobře maskované a dokáží dlouho číhat na svou kořist (hlavně drobný hmyz). Poté vystřelí své loupeživé nohy, zachytí kořist a zaživa ji sežerou.
U kudlanek se vyskytuje sexuální kanibalismus. To znamená, že samička po páření sežere samečka. Děje se tak hlavně v době nedostatku potravy, v pokusech k tomuto jevu došlo zřídkakdy. Centrum řídící rozmnožování je podřízené mozku, takže když samička začne žrát samečka od hlavy, kopulace neustává, naopak, probíhá ještě vytrvaleji. Vajíčka jsou ukryta v ootéce, tuhém obalu, který přezimuje.

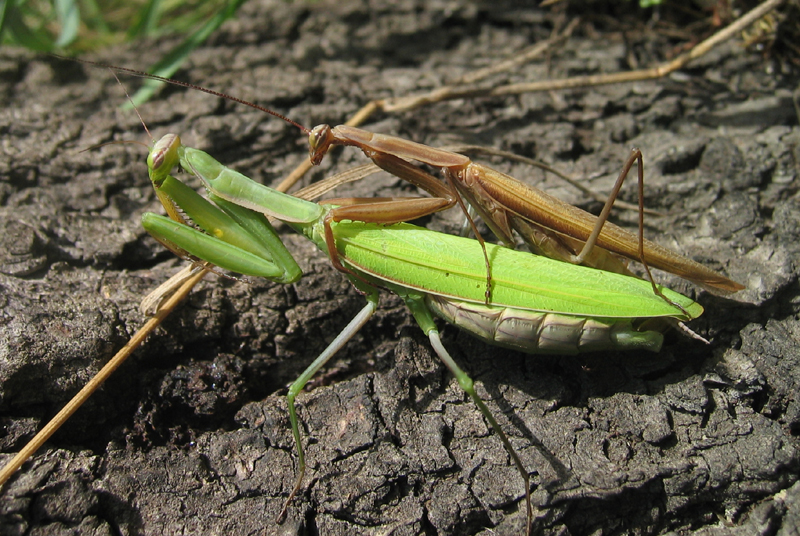
Kopulující pár kudlanek
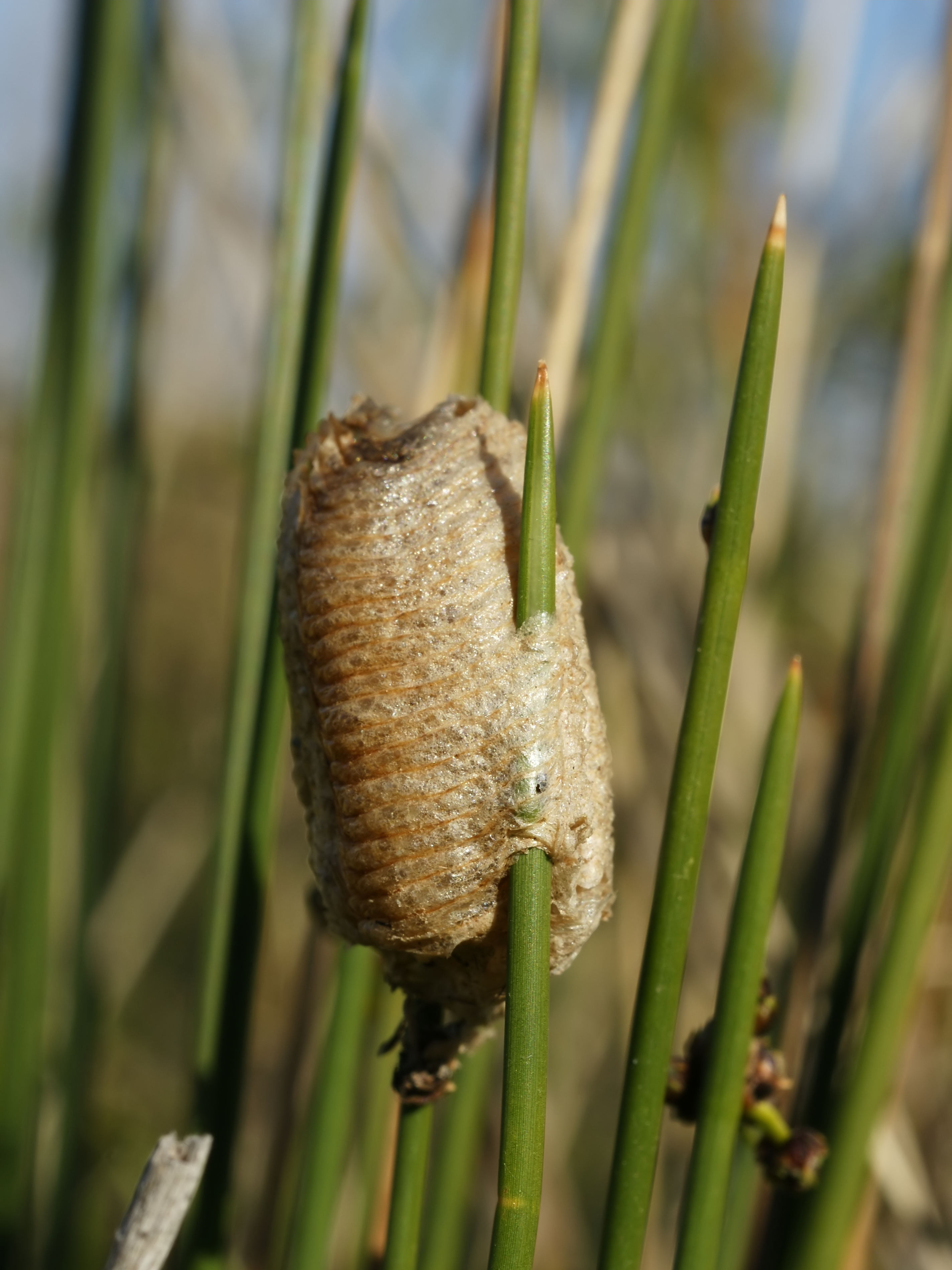
Ootéka

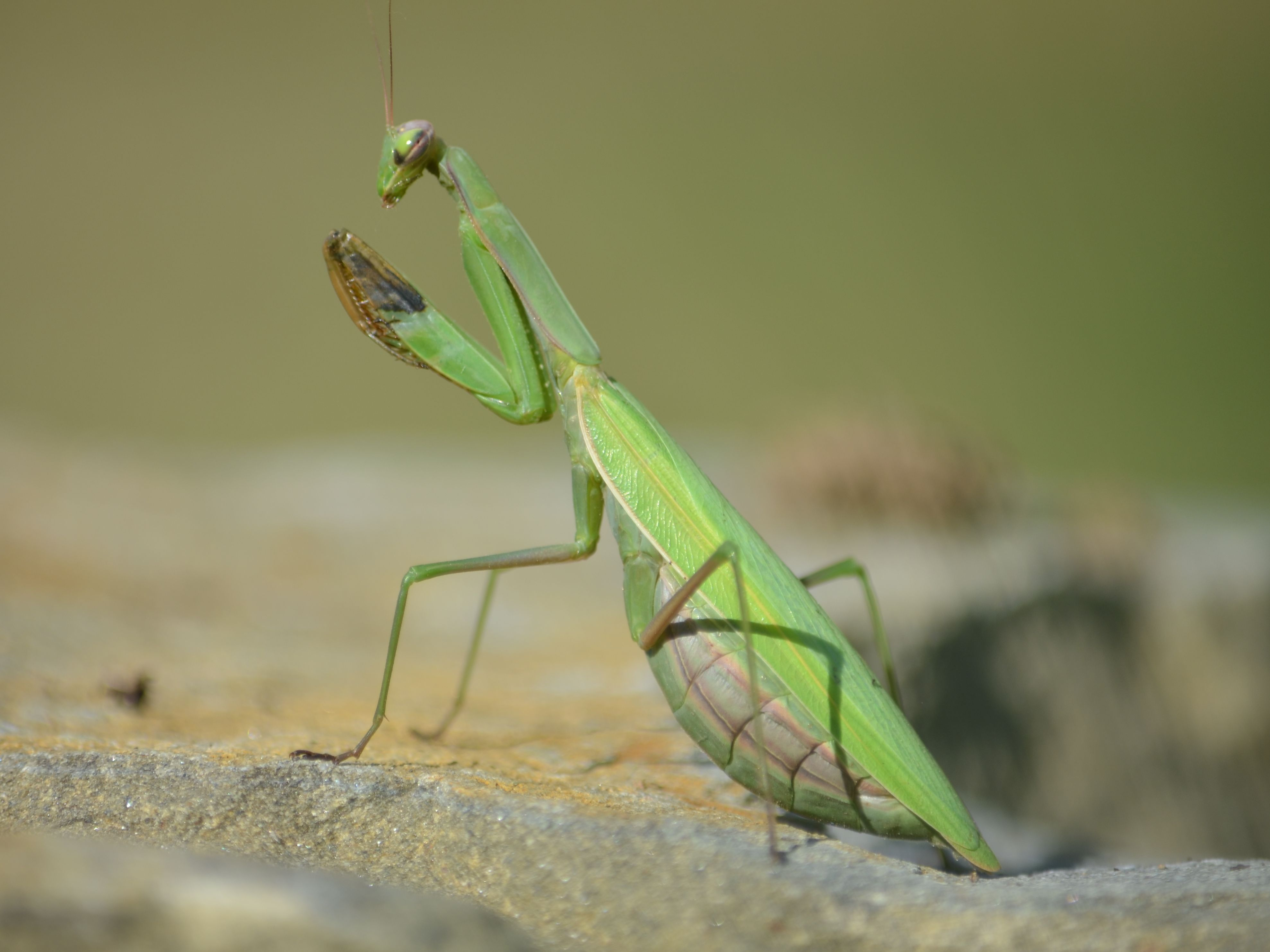
Kudlanka: Sněhotice 2012

Kudlanka patří mezi hmyz s proměnou nedokonalou, u kterého neexistuje stádium kukly (pupa) a larva (nymfa) je velice podobná dospělci (imagu), pouze nemá vyvinutá křídla a rozmnožovací orgány, které dospějí po posledním svlečení (ekdyzi). Kudlanka nábožná je výjimečná tím, že jako jediný druh kudlanek dokáže, aniž by hnula tělem, otočit hlavu o 360 stupňů. Samička se dožívá 7–8 měsíců života, sameček pouze 1–2. Kudlanka je také jedním z mála druhů hmyzu, který dokáže vnímat člověka. Křídla používají kudlanky hlavně v ohrožení života, když je pronásleduje predátor se kterým nechtějí bojovat (např. drobní hlodavci, kočky, člověk, atd.) nebo při tzv. dálkovém cestování za potravou. Samička má bříško složené ze šesti článků, sameček má článků osm.
Kudlanka vypouští na tělo oběti sliny, které lokálně umrtví nervovou soustavu a zároveň kyselina v nich obsažená naleptá potravu do jakési kaše, kterou pak kudlanka konzumuje. Proto je běžné, že se oběť při požírání hýbe, ačkoliv jí již chybí i větší část těla. Samečků je v přírodě podstatně méně než samiček.